# Rhynchopalpus lilliptiana
Rhynchopalpus lilliptiana är en fjärilsart som beskrevs av Inoue 1998. Rhynchopalpus lilliptiana ingår i släktet Rhynchopalpus och familjen trågspinnare. Inga underarter finns listade.